# Adam Morrison
Adam John Morrison (født 19. juli 1984, i Glendive, Montana, USA) er en amerikansk basketballspiller, der spiller som forward i NBA, men pt. er free agent. Han har tidligere spillet for Charlotte Bobcats og Los Angeles Lakers.

## Klubber
- 2006-2009: Charlotte Bobcats
- 2009-2010: Los Angeles Lakers